# Diocèse d'Atlacomulco
Le diocèse d'Atlacomulco (en latin : Dioecesis Atlacomulcana ; en espagnol : Diócesis de Atlacomulco) est un diocèse de l'Église catholique du Mexique, suffragant de l'archidiocèse de Toluca.

## Territoire

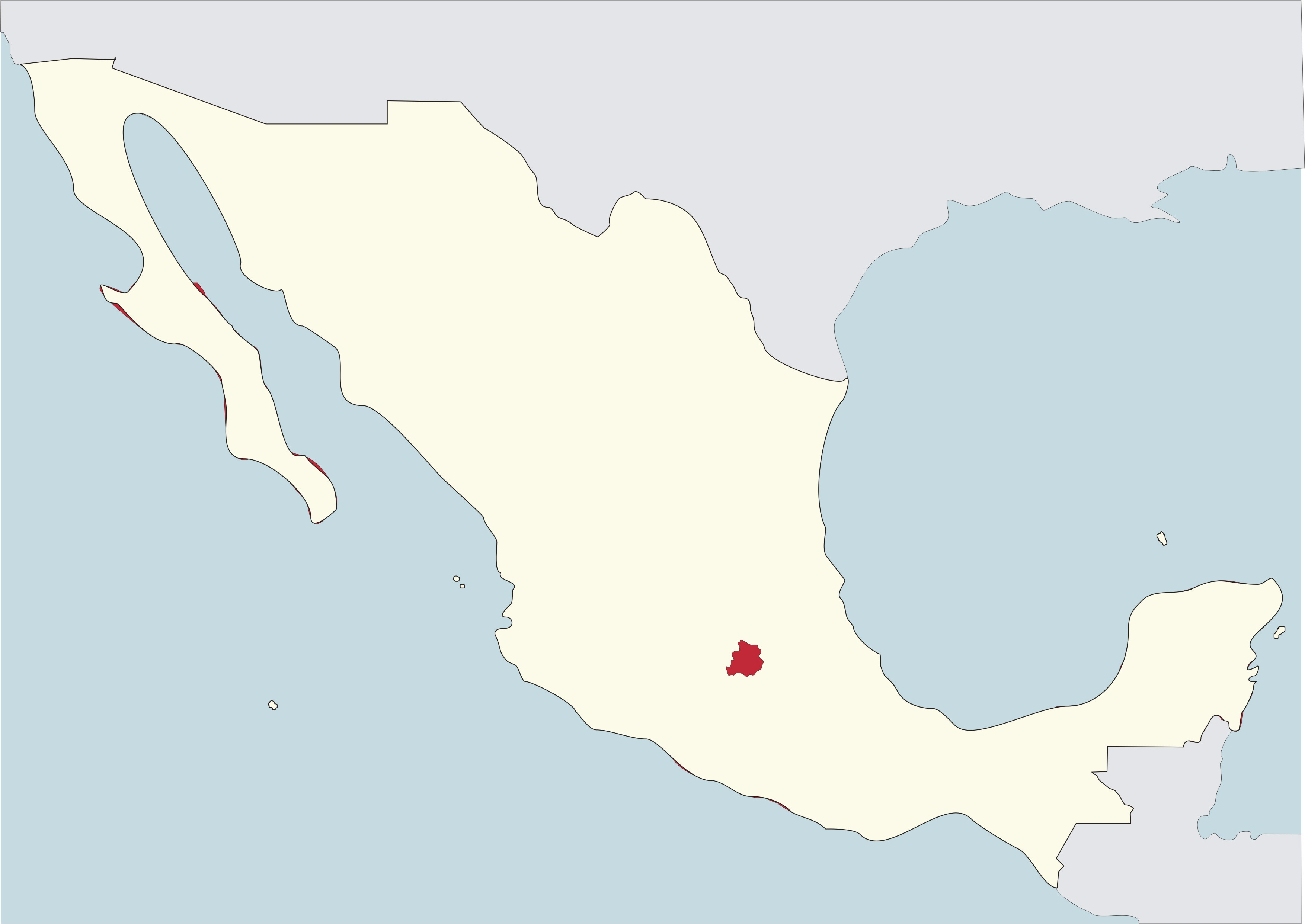
Le diocèse d'Atlacomulco en rouge sur la carte du Mexique

Il comprend les municipalités d'Acambay, Aculco, Atlacomulco, Chapa de Mota, El Oro, Ixtlahuaca de Rayón, Jilotepec de Abasolo, Jiquipilco, Jocotitlán, Morelos, Polotitlán de la Ilustración, San Felipe del Progreso, San José del Rincón, Soyaniquilpan de Juárez, Temascalcingo, Timilpan et Villa del Carbón de l'État de Mexico.
Il possède un territoire d'une superficie de 5 364 km2 divisé en 65 paroisses. Le siège épiscopal est dans la ville d'Atlacomulco où se trouve la cathédrale de la Divine-Providence (es).

## Historique
Le diocèse est érigé le 3 novembre 1984 par la constitution apostolique Quandoquidem ad plenius du pape Jean-Paul II en prenant une partie du territoire des diocèses de Toluca (aujourd'hui archidiocèse) et de Cuautitlán.
Nommé suffragant de l'archidiocèse de Mexico lors de sa création, il intègre la province ecclésiastique de l'archidiocèse de Toluca le 28 septembre 2019 en vertu de la constitution apostolique Praeceptis dominicis du pape François.

## Évêques
- Ricardo Guízar Díaz (3 novembre 1984 - 14 août 1996), nommé archevêque de Tlalnepantla
- Constancio Miranda Weckmann (27 juin 1998 - 29 septembre 2009), nommé archevêque de Chihuahua
- Juan Odilón Martínez García (30 avril 2010 - 3 juillet 2024)